# Stratfor
Strategic Forecasting Inc., més coneguda per l'acrònim StratFor, en català Predicció Estratègica, és una empresa privada nord-americana especialitzada en serveis d'intel·ligència i espionatge.

## Fundació i Presidència
Va ser fundada en 1996 a Austin (Texas) per l'actual Director executiu (CEO) George Friedman, qui a més ha ocupat els càrrecs de director general i cap d'intel·ligència de l'empresa. Fred Burton és el president de Stratfor, Vicepresident de contraterrorisme i Seguretat Corporativa.

## Productes, serveis i història
La principal tasca de Stratfor és l'assessoria en el camp de la seguretat i la intel·ligència a altres empreses privades i organismes governamentals de tot el món.

### Kosovo Crisi Center - Bombardeig de l'OTAN sobre Kosovo en 1999
Des de la seva creació en 1996, Stratfor publica diàriament un informe d'intel·ligència. El seu gran èxit es deu a la creació del seu Centre de Crisi de Kosovo (Kosovo Crisi Center) durant els atacs aeris sobre Iugoslàvia per part de l'OTAN en 1999, la qual cosa va ser molt publicitado per la premsa (Time, Texas Monthly i altres publicacions).

### Breaking News - Atemptats de l'11 de setembre de 2001
Des de finals de 1999 l'empresa d'espionatge Stratfor ha introduït un servei de subscripció a través del qual ofereix la majoria de les seves anàlisis i informes. Durant els Atemptats de l'11 de setembre de 2001, Stratfor va publicar les seves notícies breus ("Breaking News") així com anàlisis predictives de les accions susceptibles de ser adoptades tant per Al-Qaida com l'administració de George W. Bush.

### Programari per a reunions privades i aplicacions iPhone
Stratfor té alguns productes de programari disponibles per a reunions privades, membres corporatius, així com un negoci editorial que inclou l'anàlisi d'escrits i multimèdia, i també aplicacions per l'iPhone.

### Autoritat en temes d'intel·ligència - l'ombra de la CIA
Stratfor ha estat citat per mitjans de comunicació com a CNN, Bloomberg, Associated Press, Reuters, The New York Times i la BBC com una reconeguda autoritat en temes d'intel·ligència estratègica i tàctica. La revista Barron's es refereix a Stratfor com La CIA en l'ombra ("The Shadow CIA").

## Filtració de correus electrònics en 2012 per Wikileaks
- The Global Intelligence Files - Stratfor Arxivat 2012-02-28 a Wayback Machine.

Al febrer de 2012 la pàgina web WikiLeaks va anunciar la filtració de més de 5 milions de correus electrònics interns de STRATFOR. Wikileaks va facilitar a nombrosos periòdics i mitjans de comunicació internacionals l'accés a la documentació. Anonymous afirma haver proporcionat a Wikileaks les dades. Una nota oficial de STRATFOR considera deplorable la publicació dels correus electrònics. Segons es desprèn d'aquests correus, la professionalitat real de l'agència no és parella a la fama que suportava.